# Europa Europa
Europa Europa è stato un programma televisivo italiano di intrattenimento, in onda su Rai Uno il sabato, in prima serata, tra il 1988 e il 1990.

## Storia
Condotto da Elisabetta Gardini e da Fabrizio Frizzi, è andato in onda, presso il Teatro delle Vittorie di Roma, dal marzo 1988 al giugno 1990. Ha avuto pertanto tre edizioni, articolate in un numero variabile di puntate (da 14 a 16) e svoltesi fra i mesi di febbraio e giugno. Ideatore e autore della trasmissione era Michele Guardì, coautori Giorgio Calabrese e Mario Di Tondo, la regia era affidata a Luigi Bonori e le musiche e la direzione orchestrale al maestro Piero Pintucci. Ospiti fissi erano l'attrice, ballerina e show girl Alessandra Martines, il ballerino Raffaele Paganini, il coreografo e ballerino Andrè De La Roche e il Trioreno. Anche il celebre attore e uomo di spettacolo Leo Gullotta prese parte, come invitato d'onore, ad alcune puntate (1988). Il programma rappresentò per Frizzi l'esordio in prima serata e l'inizio della fortunata collaborazione con Michele Guardì.
Nell'edizione del 1990, Fabrizio Frizzi ed Elisabetta Gardini furono affiancati da Milva, Mia Martini e Fiordaliso in qualità di ospiti musicali per 3 puntate ciascuna; nella decima e ultima puntata le artiste presenziarono insieme.

## Formula
Il varietà si proponeva, attraverso l'intrattenimento, di far conoscere agli spettatori italiani, in vista della nascita dell'Unione europea fissata di lì a pochi anni, le varie realtà continentali e di familiarizzarli con esse, attraverso collegamenti, interviste, brevi documentari e la presenza, al Teatro delle Vittorie, di invitati spesso prestigiosi provenienti da ogni parte d'Europa (uomini politici e di spettacolo soprattutto).
Cuore del programma erano i collegamenti, effettuati dall'estero, da parte dello scrittore e giornalista Giorgio Calabrese, coautore della trasmissione e sempre alla continua ricerca di fatti curiosi, tradizioni, abitudini, rivelatrici del carattere di genti lontane e spesso poco conosciute (nonostante la comune appartenenza alla grande famiglia europea), le loro idiosincrasie e, in definitiva, anche le similitudini con il popolo italiano.
Per accrescere la popolarità del programma fu ideata dal Radiocorriere TV, uno degli sponsor del programma, la possibilità di far vincere ai propri lettori premi di varia natura se, grattando la leggera patina argentata presente in un riquadro della copertina della rivista, fosse apparsa una bandierina europea.
All'interno della trasmissione era presente anche un gioco a quiz con dei concorrenti provenienti da tutta Italia e anche dall'estero che, prima di rispondere alle domande relative alla proprie materie, dovevano superare delle prove di cultura generale su argomenti attinenti alla storia, alla geografia e alla civiltà dei vari paesi europei.
Il quiz era regolato dai meccanismi tipici di questo genere di intrattenimento, con la possibilità, da parte del concorrente, di abbandonare o proseguire nel gioco e, in caso di vittoria, ripresentarsi nella puntata successiva.
Nella prima edizione del programma (1988) fu realizzata la più alta vincita mai corrisposta in Italia, fino ad allora, in un telequiz. La somma, pari a trecentocinquantatré milioni di lire, fu vinta da un concorrente romano, Andrea Colaiacomo, che aveva partecipato a otto puntate rispondendo a domande sulla storia del cinema italiano.
Va ricordato infine un quiz telefonico in cui veniva selezionato e chiamato un numero a caso dagli elenchi telefonici di tutta Italia. Il sorteggiato vinceva il premio in palio (gli scudi d'oro) se, appena alzato il ricevitore, avesse detto le parole Europa Europa, invece della classica pronto o altre frasi analoghe (lo stesso meccanismo del gioco verrà riproposto più avanti nel 1997 a Domenica In, edizione diretta da Guardì, nel 2004, nella trasmissione Piazza Grande e, nel 2009, da I fatti vostri, entrambe condotte da Giancarlo Magalli con il suo tormentone famoso: Dite Piazza Grande! - poi Dite I fatti vostri - anziché "Pronto"). Si trattava in verità di un'idea ripresa da un gioco telefonico ideato e condotto da Ettore Andenna tra il 1978 e il 1979 nel programma La bustarella sulle frequenze di Antenna 3 Lombardia.